# Stéphanie Koplowicz
Stéphanie Koplowicz (Ukkel, 16 mei 1977) is een voormalig Belgisch marxistisch politica voor de PTB.

## Levensloop
Koplowicz behaalde in 1997 het diploma van kandidaat in de klassieke filologie aan de Université Saint-Louis in Brussel en werd in 2000 licentiate in de podiumkunsten aan de Université Catholique de Louvain (UCL).
Van 1999 tot 2000 werkte Koplowicz als marketingassistente bij het uitzendbedrijf Randstad en nadien werd ze zelfstandige in de kunst- en communicatiesector. Van 2000 tot 2019 was ze zelfstandig journaliste, editor, vertaalster en communicatiemanager. In de kunstsector was ze van 2014 tot 2016 actief als castingassistente en van 2014 tot 2018 als pr-manager van podiumkunstenaars. Daarnaast was ze van 2011 tot 2012 consultant in communicatie voor de stad Schaarbeek en van 2018 tot 2019 kantoorassistent bij een coworkingsbedrijf. 
Ze werd politiek actief voor PVDA en was voor deze partij vanaf december 2018 gemeenteraadslid van Vorst. Bij de gemeenteraadsverkiezingen van oktober 2024 werd Koplowicz nog herkozen, maar ze besloot het mandaat niet meer op te nemen.
Bij de verkiezingen van mei 2019 werd Koplowicz verkozen in het Brussels Hoofdstedelijk Parlement. Ze zetelde hierdoor van rechtswege ook in het Parlement francophone bruxellois, het parlement van de Franse Gemeenschapscommissie binnen het Brussels Hoofdstedelijk Gewest, en was daar van 2019 tot 2024 fractievoorzitter voor haar partij.  Bij de verkiezingen van juni 2024 stelde Koplowicz zich niet meer kandidaat.
Van december 2023 tot oktober 2024 was zij aan de slag op de dienst sponsoring en partnerschappen van ManiFiesta, een tweedaags festival dat jaarlijks door PVDA-PTB wordt georganiseerd. Sinds mei 2025 is Koplowicz communicatie- en opleidingsverantwoordelijke bij de Franstalige christelijke arbeidersbeweging MOC.